# Саламандер (Корнвестхайм)
Фабрика «Саламандер» (нем. Salamander-Areal) — бывшее здание обувной фабрики «Саламандер», располагающееся в баден-вюртембергском городе Корнвестхайм; первая штаб-квартира компании «J. Sigle & Cie.», сегодня являющаяся местом расположения торгового центра, офисных помещений и центральный земельного кадастра федеральной земли Баден-Вюртемберг. Кирпичное здание было построено в 1885 году и расширено до 77 000 квадратных метров в 1923; является городским памятником архитектуры.

## История и описание
Район фабрики «Саламандер» расположен на западе города Корнвестхайм: он охватывает обширный участок между улицами Штаммхаймер-штрассе и Больцштрассе. Основной кирпичный корпус обувной фабрики был построен в 1885 году: он был значительно расширен уже в XX веке, в 1923 году, получив общую полезную площадь в, приблизительно, 77 тысяч квадратных метров. Здание имеет два двора: один внутренний и один открытый (внешний) двор, который с трех сторон окружён самим зданием. Во внешнем дворе расположено и дополнительное (отдельно стоящее) здание с конференц-залами на верхнем этаже; в начале XXI века оба двора использовались как места для парковки. В здании с 1925 года находится работающий лифт непрерывного действия.
Архитектура фабрики «Саламандер» была «вдохновлена» как кирпичной готикой, так и экспрессионизмом — а в ряде деталей она схожа с архитектурой Чилехауса в Гамбурге. Фасад главного входа, расположенного прямо напротив пассажирской станции Корнвестхайм (нем. Kornwestheim Pbf), богато украшен и, как и вся территория вокруг, пережил Вторую мировую войну — в частности, бомбардировку Корнвестхайма — относительно неповрежденным. Только фрагменты третьего и четвертого этажей были отремонтированы и перестроены после окончания войны.

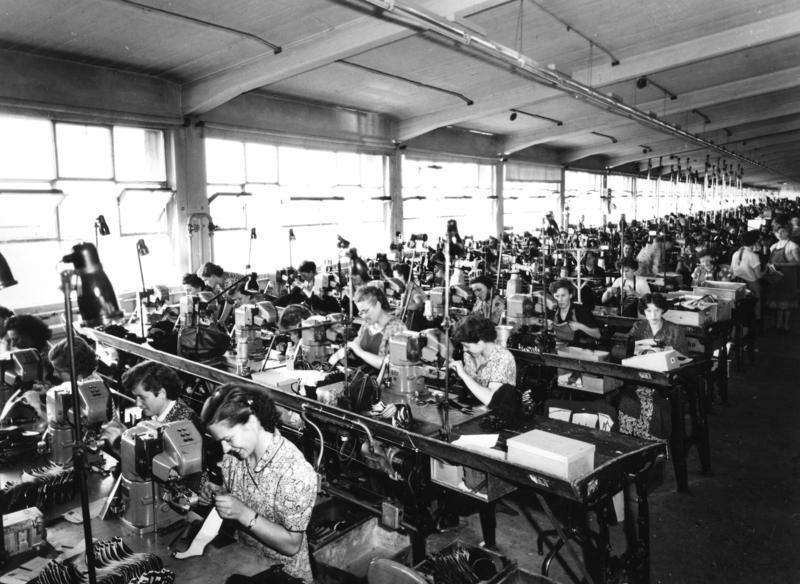
Женщины, занятые на обувном производстве (Корнвестхайм, 1954)

В 1960-х годах производство на фабрике достигло своего пика: так в 1967 году на ней работало 11 000 человек и было произведено 13,5 миллионов пар обуви. С 1971 года начался медленный, но неуклонный спад производства — в связи с возросшей конкуренцией со стороны иностранных производителей с низкой себестоимостью. 1 июля 2008 года штаб-квартира компании «Salamander AG» была перенесена из Корнвестхайма в город Оффенбах-ам-Майн (Гессен).